# Fūshi kaden
Le Fūshi kaden (風姿花伝), aussi connu sous son titre abrégé de Kadensho (花伝書), est un traité théorique rédigé par Zeami en 1406, portant sur le théâtre japonais. Il pose les bases du théâtre Nô.